# Belemclepsis
Belemclepsis là một chi bướm đêm thuộc phân họ Tortricinae của họ Tortricidae.

## Các loài
- Belemclepsis belemana Razowski & Becker, 2000